# 平阳公主 (元怀之女)
平阳公主（?—?），中国南北朝北魏公主，广平王元怀之女，魏孝武帝元修之妹。
平阳公主嫁给了开府郑文宽。郑文宽沒有兒子，宇文泰让郑文宽的堂侄郑译过继给郑文宽。郑文宽后来生二子，郑译回归本宗。